# Stammliste der Eisenberger

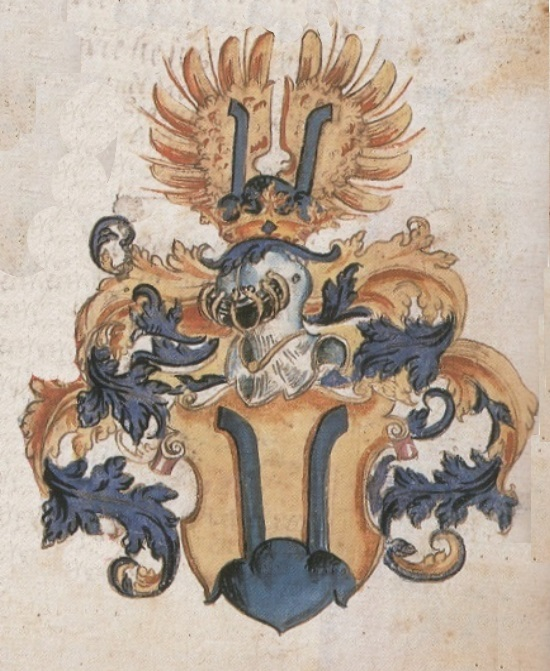
Wappen Eisenberger (1563)

Die Stammliste der Eisenberger enthält die Angehörigen der hessischen Adelsfamilie Eisenberger von ihren Anfängen im 15. Jahrhundert bis zum Aussterben der Familie im Mannesstamm 1607. Sie geht zurück auf die ab 1593 von Philipp dem Jüngeren Eisenberger (1548–1607) verfasste Chronik Eisenberger.

## Ursprünge
Peter I. Eisenberger (* um 1409; † 25. Mai 1488) war um 1441 Diener des Ortenberger Amtmanns Wiprecht von Rosenbach, von 1451 bis 1459 war er Zentgraf zu Butzbach, 1467 Keller in Butzbach und 1475–1483 Keller in Ortenberg, 1475 wurde er Amtmann im Amt Ortenberg und 1480 auch Keller in Lißberg. ⚭ 24. Juni 1452 in Butzbach Elisabeth (Elsa) von Buches zu Wasserlos (* um 1415 in Wasserlos † 1495 in Ortenberg (an die 80 Jahre alt)) die in erster Ehe vor 1451 mit Cuntze Bils (* 1415 in Nidda † vor 1452) Rentmeister in Nidda verheiratet war (Tochter 1. Ehe: Margretha).
Seine Söhne Peter II., Walter und Henne begründeten die Linien Gedern, Hofheim und Ortenberg.

## Die Nachkommen von Peter II. Eisenberger  (Gederner-Linie)

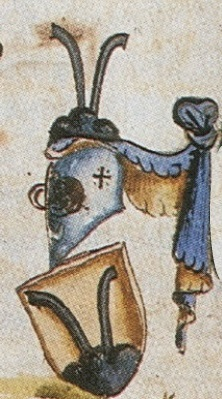
Wappen Peter II.

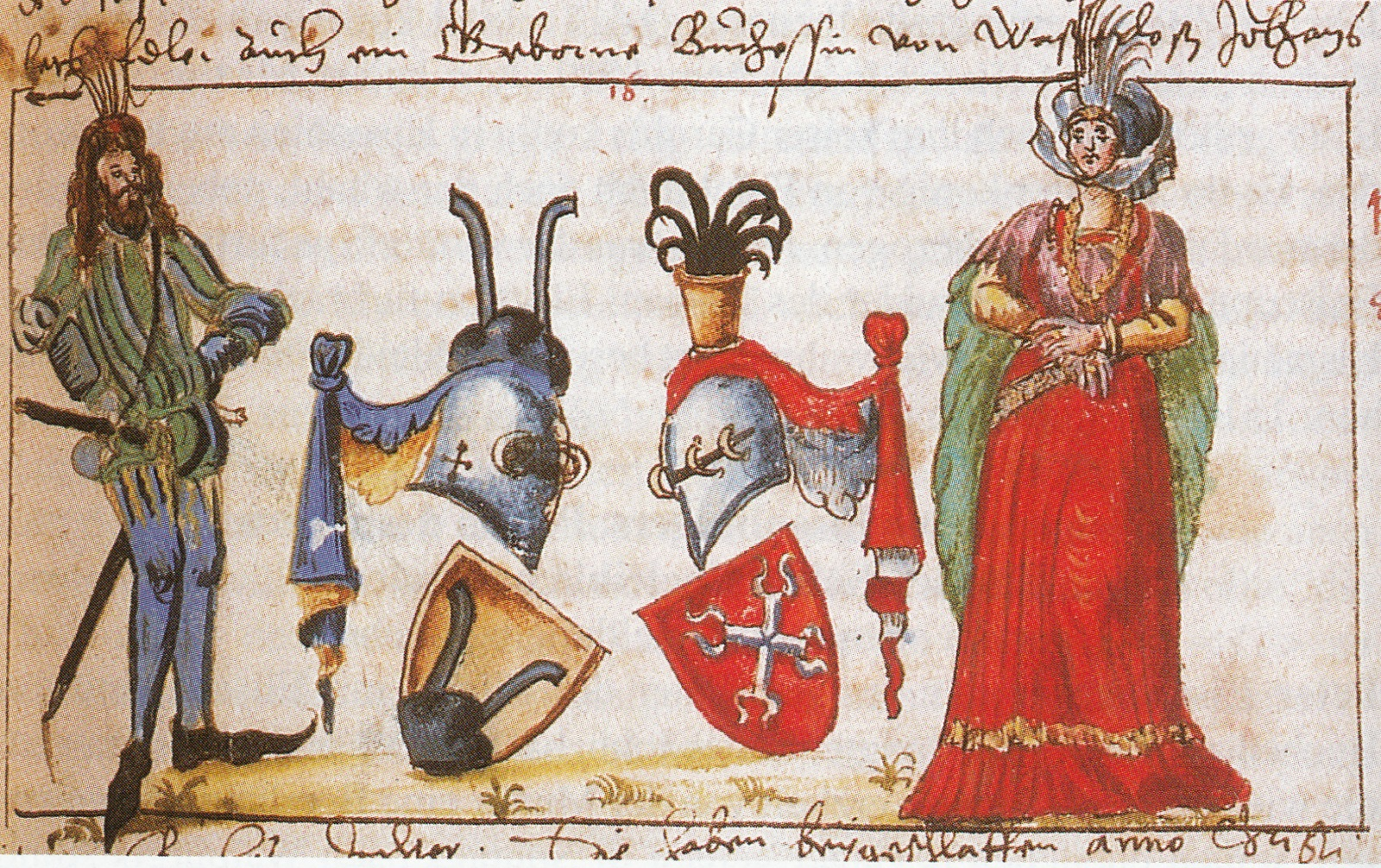
Peter Eisenberger tertius (III.) und Elisabeth von Buches zu Wasserlos

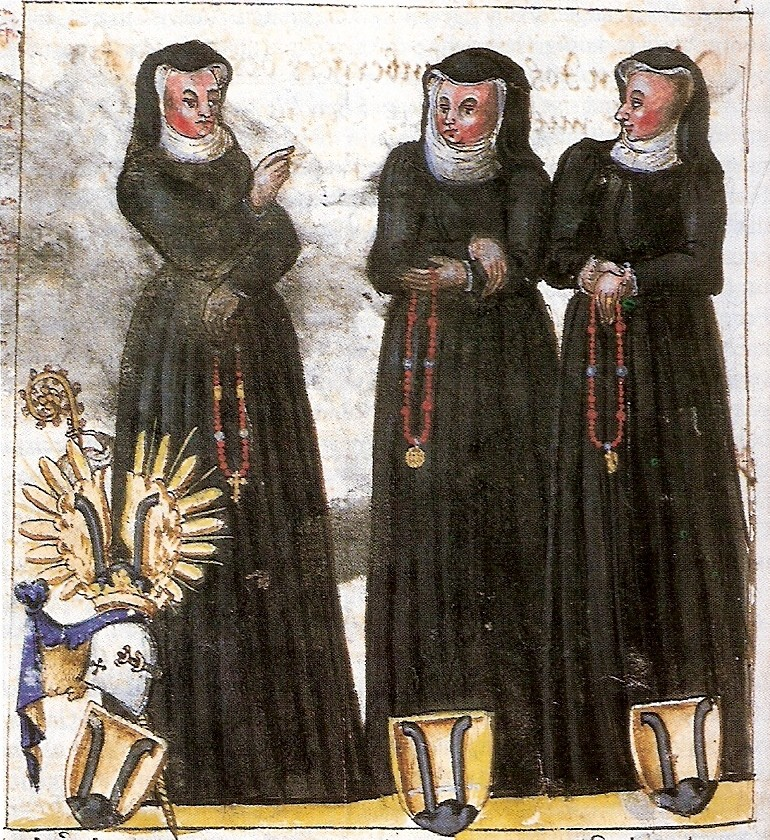
Anna, Merga, Eva Eisenberger

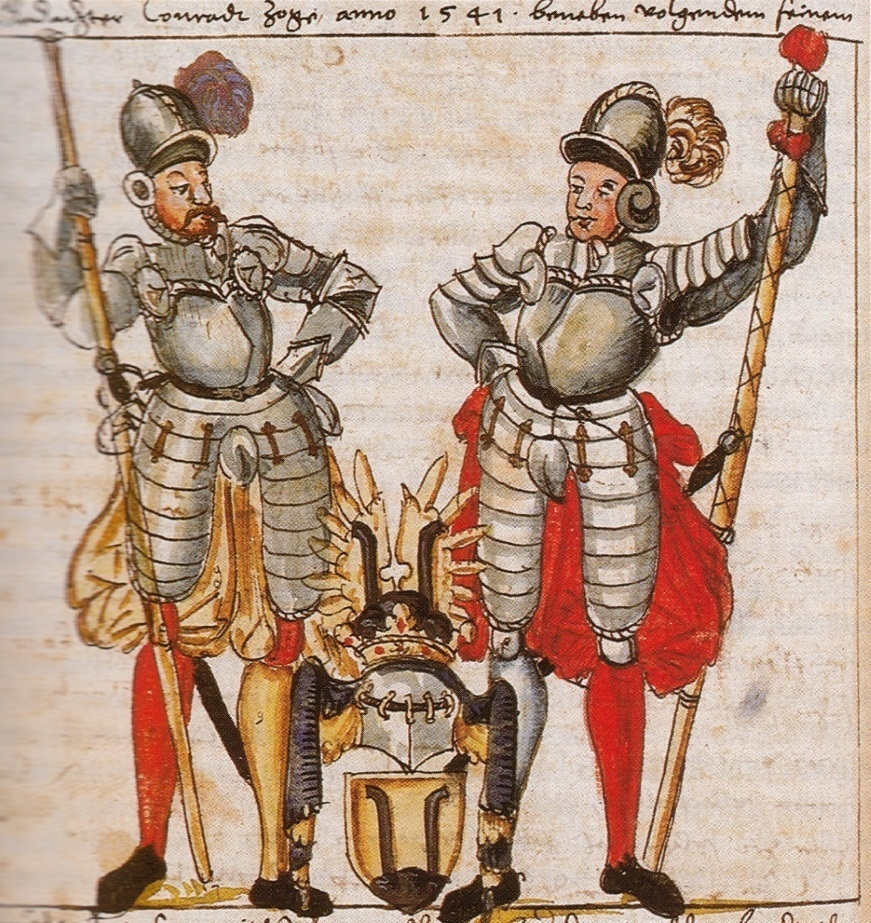
Conradt u.Hans Eisenberger

1. Peter II. Eisenberger (* 25. März 1453 in Butzbach; † 1502) war 1480 Zentgraf in Butzbach, 1482–1497 Schultheiß in Gedern, 1490 Burgmann in Kronberg ⚭ 1476  Drude (Eva) Bernshuser († 13. April 1502 in Gedern) beigesetzt in Hirzenhain
  1. Peter III. Eisenberger (* 30. Januar 1478;  † 1530 in Ober-Seemen), erschlagen beim amtlichen Eintreiben von Geldern, studierte an der Universität Erfurt, 1498 Abschluss als Bakkalaureus, 1501–1514 Schultheiß in Ranstadt 1513 belehnt ⚭ 7. Januar 1499 Elisabeth von Buches zu Wasserlos (* 1476 in Wasserlos; † 18. September 1502 in Gedern) T.d.  Johann von Buches zu Wasserlos, Vogt zu Seligenstadt u.d. Gertraudt Eisenberger (* 1461 † 1519 in ihrem Witwensitz bei Gelnhausen)
    1. Wolfgang Eisenberger (* 7. April 1502; † 17. März 1545), 1522 in der Mainzer Rott; später kurmainzischer Amtmann in Neubrunn (Stift Mainz) unverheiratet

  2. Johann, der Ältere Eisenberger (* 3. November 1480, † 24. Oktober 1533 in Gedern) 1516–1524 Schultheiß in Gedern (Amtsverweser) ⚭ 6. Oktober 1506 Elisabeth Gans von Otzberg († 30. Juli 1557 im Kloster Himmelthal), sie baut nach 1533 ein neues Haus in Gedern und den Burgsitz Ortenberg.
    1. Anna Eisenberger (* 3. September 1507; † 25. Juli 1568 im Kloster Himmelthal an der Pest), Nonne und seit 1552 Äbtissin im Kloster Himmelthal bei Elsenfeld-Rück.
    2. Merga Eisenberger (* 2. Mai 1509), Nonne und 1568 kurze Zeit Äbtissin im Kloster Himmelthal bei Elsenfeld-Rück.
    3. Eva Eisenberger (* 10. November 1510; † 1545), Nonne im Kloster Himmelthal bei Elsenfeld-Rück.
    4. Feronica Eisenberger (* 10. Februar 1514; † 19. September 1556 in Gedern) ⚭ Albrecht Renner († 1540) 1523 Rat des Grafen Eberhard IV. von Eppstein-Königstein, 1524 Schultheiß in Ortenberg, wohnte 1526 am Markt, 1529–1540 Schultheiß in Gedern.
      1. Philipp Renner († 17. Juli 1588) studierte 1556 in Bourges; 1557 ist Philipp Eisenberger d. Ä. sein Vormund, 1558 in hugenottischen Kriegsdiensten, dann am Hof Königstein, 1565–1584 Schultheiß in Gedern. ⚭ Margareth NN, kinderlos.

    5. Johann Eisenberger d. J. (* 10. Februar 1514; † 19. September 1556 in Gedern) (Selbstmord), 1541 Fähnrich in Ungarn (Türkenkrieg) mit Brüdern Conradt und Hans, dann in Flandern, 1546–1547 Schultheiß in Gedern ⚭ 9. Februar 1545 Merga vom Rieth († 26. Juli 1584); (1.⚭ Melchior von Throe, 2.⚭ N. Buches zu Staden).
      1. Jakob Eisenberger (* 14. Januar 1548; nach 1573 verschollen) studierte 1562 in Marburg, 1567 in Heidelberg. 1563 mit seinem Vetter Philipp Eisenberger geadelt, ging 1573 mit Juden und Arianern um, verließ im Streit mit der Mutter das Elternhaus, sei vom Christentum abgefallen.

    6. Conrad Eisenberger (* 17. März 1515) mit Bruder Johann und Hans nach Ungarn, dort verschollen.
    7. Sebastian Eisenberger (* 8. August 1518; † 7. Januar 1558) 1547 Profeß im Kloster Seligenstadt, dort Prior, von 1550–158 letzter Probst im Kloster Naumburg.
    8. Hans Eisenberger 1541 mit Johann und Conrad in Ungarn, dort verschollen.
    9. Elisabeth Eisenberger (* 7. November 1521; † 28. Juni 1556 in Gedern) 1.⚭ Barthel Schleifras, Lehnsherr zum Reichels, 2.⚭ 1547 Philipp Eisenberger d. Ä. (Ortenberger Linie)

## Die Nachkommen von Walther Eisenberger  (Hofheimer-Linie)

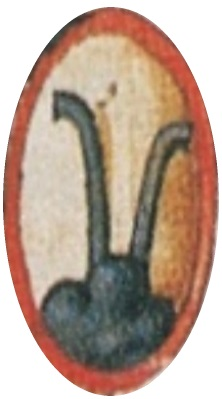
Wappen Walter Eisenberger

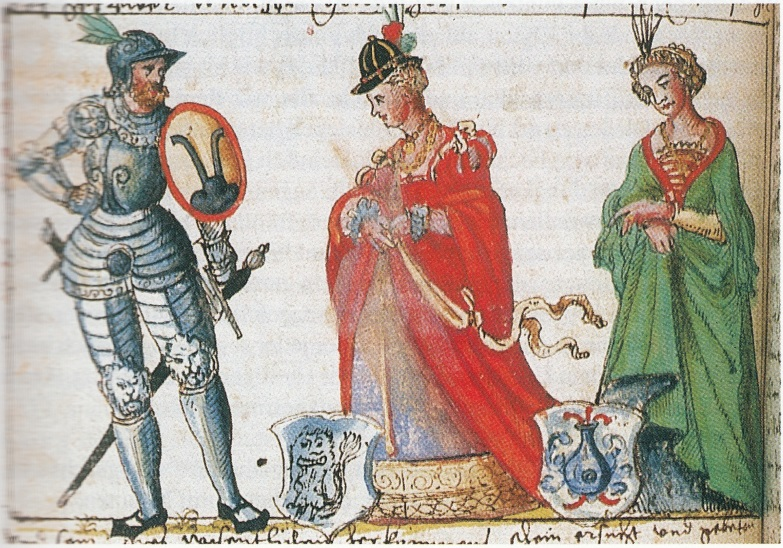
Walter Eisenberger, mit Joanna (Genet) Gravin Thonri und N. Blummin

1. Walther Eisenberger (* 17. März 1455; † um 1513 in Hofheim), Ausbildung am Hof zu Königstein; studierte an der Universität Erfurt, 1472 Bakkalaureat, 1484–1485 Sekretär Gottfrieds IX. von Eppstein, 1488 Keller, am 11. März 1488 Amtmann in Hofheim für Jahre, 1490 Burgmann Kronberg, ab 1495 Mitglied Gesellschaft Alten Limpurg Frankfurt 1.⚭ vor 1482 Joanna (Genet, Jenet) „Gräfin“ von Toury (Tonri), von Walther aus Frankreich mitgebracht † 1484 im Wochenbett, kinderlos begraben in Hofheim. 2.⚭ im Oktober 1492 in Hofheim mit Else Siegwein († 3. November 1550) begraben in Hofheim aus dem Patriziat Frankfurt (ihr Bruder Dr. Philipp Siegwein war Syndikus in Frankfurt und Rat in Königstein, wird 1514 aus der Gesellschaft Alten Limpurg relegiert.)
  1. Geneth (Johanetta) Eisenberger 1.⚭  1523 Melchior Geipel von Schöllkrippen, kurmainzischer Reiterhauptmann, 1521–1524 Aufnahmeverhandlungen in die Gesellschaft Alten Limpurg, ohne Ergebnis, keine Kinder 2.⚭ 1531 Philipp Focke von Wallstadt, Amtmann in Klingenberg am Main, 1595 Burggraf und Amtmann Gelnhausen. (2.⚭ NN Reyprecht von Büdingen, hiervon Nachkommen)
  2. Peter IV. Eisenberger († 2. April 1518) 1498 Bakkalaureus an der Universität Erfurt, 1506–1518 Dechant am Kollegiatstift in Obermockstadt.
    1. Peter V. Eisenberger (unehelich) († 1592 in hohem Alter), Jugend an Höfen zu Heidelberg und Hanau, 1540 Brotgeber Hof Hanau, 1549–1592 Keller und zeitweise Amtsverweser in Steinau an der Straße baute dort das Amtshaus. 1571 Erweiterung der Nobilitierung der Eisenberger auf ihn 1.⚭ Elisabeth Mauss (von Hanau), lebte 1583 noch, keine Kinder 2.⚭ Anna NN aus Jossa (Witwe des Melchisedek Orth aus Marburg, Rentmeister († 1584))

  3. Georg Eisenberger († 1539) ⚭ Margarethe Blum(e) (Tochter des Melchior Blume, Frankfurter Patriziat, u.d. von diesem 1513 geheirateten Person geringen Standes, weswegen er 1514 aus der Gesellschaft Alten Limpurg verstoßen wurde; er sagte 1502 die Bürgerschaft auf; sie  2.⚭  Heinrich Wolf zu Hofheim, beide 1545 erwähnt).
    1. Dorothea Eisenbergerin 1545 ist Heinrich Wolf ihr Vormund ⚭ Hieronymus Mergeler, erwähnt 1558–1608 als Schultheiß in Hofheim.
      1. Hans Caspar Mergeler erwähnt 1610 (ledig) († 5. Juni 1656) war Schultheiß in Hofheim

    2. NN, NN Schwester nach Köln verheiratet und Nachkommen dort
    3. NN, NN Schwester ebenfalls nach Köln verheiratet

  4. NN + NN (Zwillinge) (* 19. September 1497; † bald darauf)
  5. Balthasar (unehelicher Sohn, nicht in Chronik) (* um 1500; † 1539), 1508 des gnädigen Herrn Knabe, 1518 und 1521 Amtsknecht und Bereiter in Hofheim, 1529 der Überreiter lebte später in Worms ⚭ NN.
    1. Barbara 1540 minderjährig
    2. Magdalena 1540 minderjährig
    3. Johann 1543 minderjährig, verpfändete 1545 den Hof zu Ranstadt an Philipp Eisenberger d. Ä.

  6. Walther (unehelicher Sohn, nicht in Chronik) († vor 3. August 1540) in Hofheim erwähnt 1528 und 1536
    1. Margarethe 1540 minderjährig

## Die Nachkommen von Henne Eisenberger  (Ortenberger-Linie)

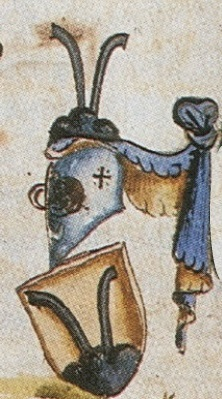
Wappen Henne Eisenberger

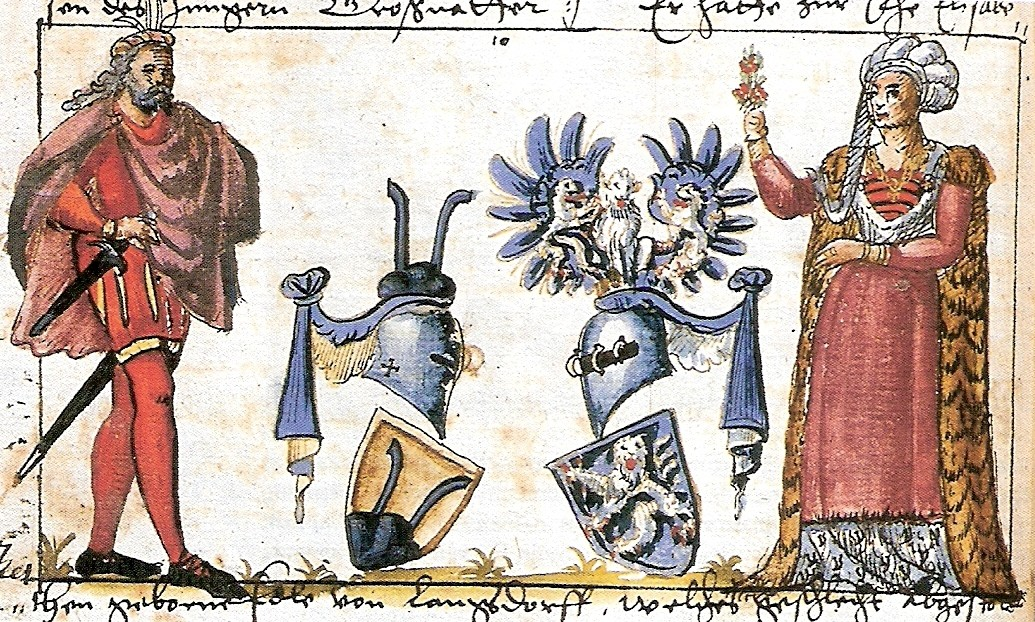
Henn Eisenberger, und Elisabeth von Langsdorff

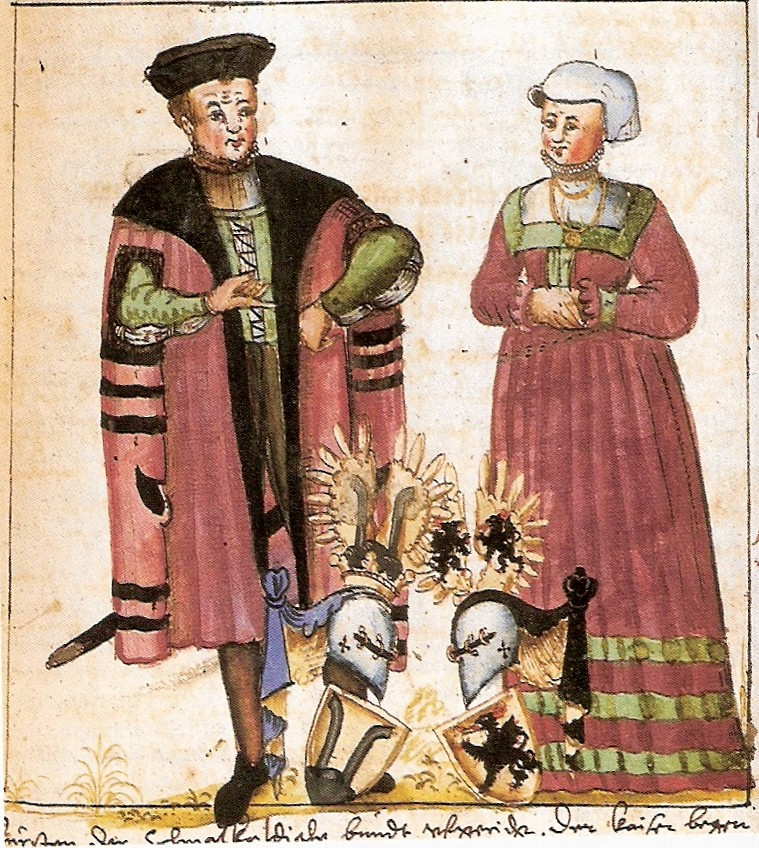
Philipp Eisenberger d,Ä. und Amalie Trechin (Trach)

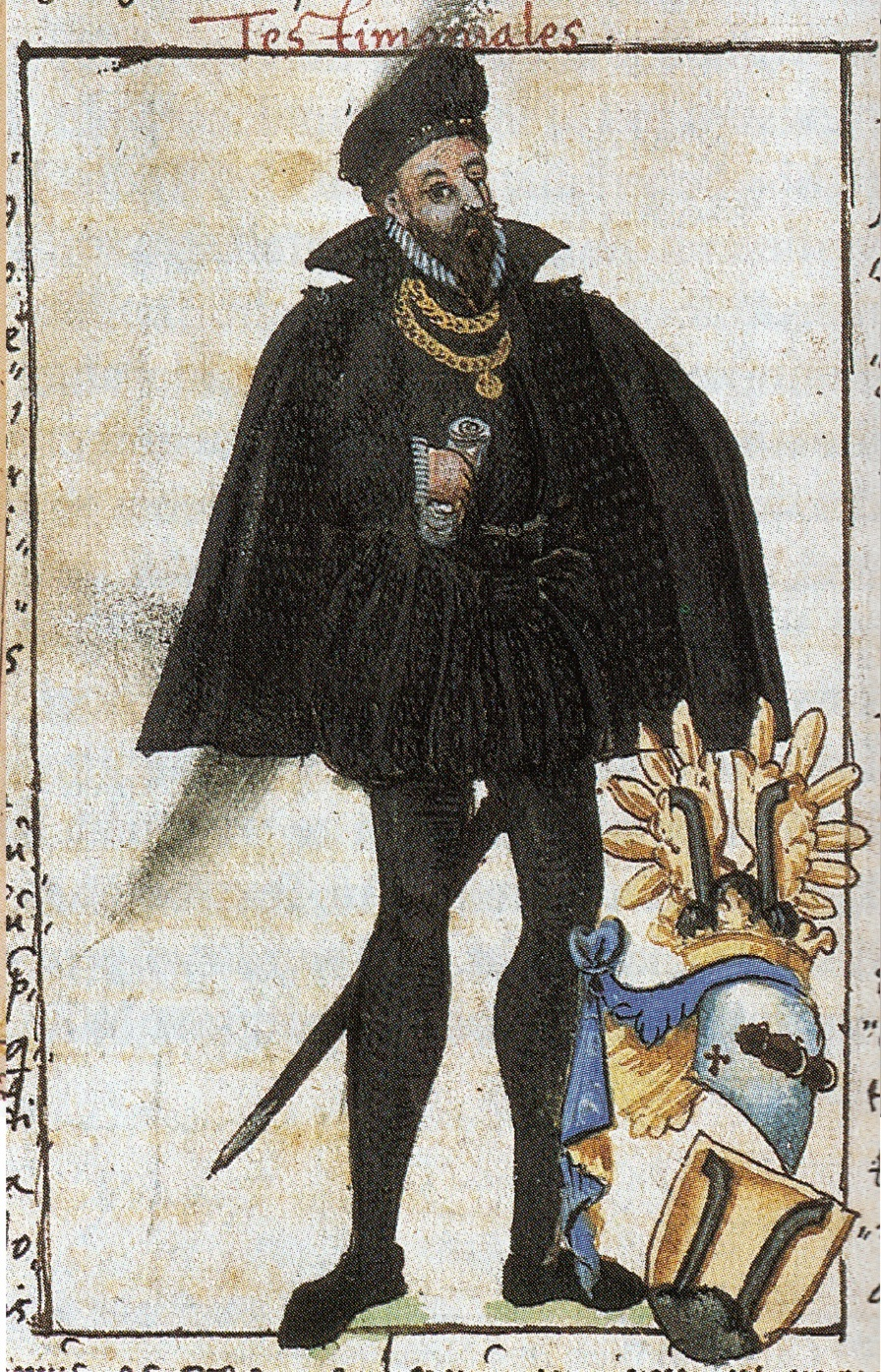
Dr. Johann Thomas Eisenberger

1. Henne Eisenberger (* 1457; † 19. Juli 1521) besuchte Schulen in Frankenberg und Heidelberg, Ende 1470er Jahre-1488 in Isenburg, Keller in Wächtersbach, 1488–1492 Keller in Ortenberg, und 1492 auch in Lisberg, 1492 Amtsenthebung, 1505–1508 wieder Keller Ortenberg und 1512–1518 Amtmann in Ortenberg, 1490 Burgmann in Kronberg, Grabplatte in Ortenberg ⚭ Elisabeth von Langsdorf († 7. März 1527 in Ortenberg) (Ihr Bruder Engelhart neben Henne Eisenberger in zahlreichen Kämpfen).
  1. Lucia Eisenbergerin (* 20. Februar 1486; † 28. Februar 1524) Nonne im Kloster Konradsdorf.
  2. Anna Eisenbergerin (* 1. November 1487; † vor 1583 auf Burg Todenwarth) ⚭ 1. (Eheberedung 19. Dezember 1510) Antonius (Thonges) Wolff zur Todenwarth (* 1480; † vor 1538 Todenwarth bei Schmalkalden) 1507–1514 hessischer Kellner zum Stein, welche Burg er vor Franz von Sickingen erfolgreich verteidigt, 1510 und 1514–1518 Amtmann dort, ab 1519 Amtmann in Rüsselsheim, 1526 entlassen ab 1534 Todenw. (1.⚭ Margarethe von Sindersbach ¥ 2. vor 1540 Hans Beck, henneberg. Amtmann im Sand).
    1. Eberhard Wolff zur Todenwarth (* 20. September 1515; † 30. Mai 1585 in Schleusingen) hennebergischer Kanzleisekretär, 1550–1580 Landrichter, Rat und Amtmann in Schleusingen, 1563 Mitvormund von Philipp Eisenberger d. Ä. 2 Kindern, 2.⚭ Herbst 1544 mit Anastasia Jäger gen. Wölflin, T.d. hennebg. Kanzlers Johann Jäger.

  3. Johann Eisenberger (* 7. August 1489; † 1523 in Königstein) Amtsverwalter in Lisberg
  4. Elisabeth Eisenbergerin (* 6. August 1491;  † 26. April 1523) ⚭ Heintz Rabe von Sedel (Södel).
  5. Walther Eisenberger (* 20. Oktober 1493; † 29. August 1500).
  6. Weyprecht Eisenberger (* 26. April 1495; † 3. April 1545 in Ortenberg) Kanonikus am Liebfrauenstift zu Mainz
  7. Margretha Eisenbergerin (* 26. November 1497; † 1498)
  8. Philipp der Ältere Eisenberger (* 15. Dezember 1499; † 15. März 1563 in Ortenberg) besuchte die Schule in Frankenberg, Kammerjunge dann Kämmerer bei Graf Eberhard IV. von Eppstein-Königstein, 1513 Lehnsherr, studierte 1518 in Heidelberg, ab 1527 Keller und ab 1557 Amtmann in Ortenberg, 1563 mit Jacob Eisenberger nobilitiert ⚭ 13. Oktober 1530 Amalia Trach († 29. März 1545) T.d. isenburgischen Rats Endres Trach u.d. NN Beusler von Orb (Ihr Bruder Carl Trach war Geistlicher an Liebfrauen zu Mainz), sie war die Witwe Dr. Eucharius von Hagenau, gen. Schlaun, Mainzer Hofgerichtsadvokat und 1516–1519 Rektor der Universität Mainz, 2.⚭  Elisabeth Eisenberger (* 7. November 1521; † 28. Juni 1556 in Gedern) Witwe d. Barthel Schleiffras, Lehnsherr zum Reichels, (Gederner Linie)
    1. Weyprecht Eisenberger (* 11. Dezember 1531; † 23. Oktober 1540)
    2. Johann Thomas Eisenberger (* 17. Dezember 1532; † 24. April 1575 in Aschaffenburg) studierte in Mainz, 1554 in Tübingen, promovierte 1556 in Bourges  J.U.D. Doktor beider Rechte, 1556 Reichskammergerichtsrat in Speyer, 1558 Rat am Hof Königstein, Kanzler des Mainzer Kurfürst-Erzbischof Daniel Brendel von Homburg kurfürstlicher Rat zu Mainz und Aschaffenburg, 1563 Mitvormund der Geschwister a.d. 2. Ehe des Vaters, 1568 Lehnsherr, Grabdenkmal in der Stiftkirche Aschaffenburg
    3. Elisabeth Eisenbergerin (* 18. November 1534; † 13. September 1599 in Ortenberg) Witwe, Hofmeisterin beim Grafen von Isenburg und Stolberg 1556 zu Gedern verlobt mit Heinrich von Habel (starb vor Hochzeit) ⚭ 23. August 1580 mit Philipp von Trohe (* um 1521; † 23. September 1587 in Ortenberg) 1584 Schultheiß im Busecker Tal
    4. Barbara Eisenbergerin (* 8. April 1536; † 10. August 1605 in Ortenberg) 1581 kurzzeitig verlobt mit Hans Endres Busch von Langeshain, wegen schlechter Geldgeschäfte die Verlobung gelöst (er starb in der Acht), sein Onkel war Komtur des Deutschen Ordens zu Frankfurt und später Deutscher Ordensmeister zu Mergentheim
    5. Catharina Eisenbergerin (* 22. September 1537; † 26. Oktober 1540).
    6. Ludwig Eisenberger (* 18. August 1541; † März 1591) Kammerjunge bei Graf Georg von Isenburg zu Wächtersbach studierte 1556 in Marburg, 1563 Kriegsdienst in Frankreich, 1567 im Türkenkrieg, 10 Jahre Dienst in Kurmainz, 1579–1581 Amtmann in Ortenberg, danach nassauischer Amtmann Wehrheim, 1575 Lehnsherr ⚭ 26. November 1578 in Wetzlar mit Margarethe Schwartz, Tochter des nassauischen Rates Dr. Jakob Schwartz. Philipp Eisenberger, jun. und Catharina Brommin
    7. Philipp der Jüngere Eisenberger (* 22. Oktober 1548; † 6. August 1607 in Mainz (Pest)), studierte 1565–1575 Jura in Marburg, Jena, Wittenberg, Leipzig, Ingolstadt; wohnte ab 1577 in Mainz im ererbten Haus „zur Archen und zum Greifen“ und lebte vom Ererbten, kein Beruf oder Amt, 1578–1598 Gesellschaft Alten Limpurg, schreibt ab 1583 die Chronik Eisenberger, ein Brommsches u. Eisenbergersches Buch, Saalbuch Eisenberger, 1575 belehnt 1.⚭  24. Juni 1577 in Frankfurt mit Catharina Bromm (* 29. April 1555 in Frankfurt; † 11. August 1594 in Mainz) entstammte dem Frankfurter Patriziat, 2.⚭ 5. Juni 1595 in Lambsheim/Pfalz mit Margarethe von Meckenheim (* 30. August  1568; †  26. Januar 1603 in Mainz), beigesetzt auf dem Peterskirchhof in Frankfurt, von pfälzischem Niederadel, war vor ihrer Ehe elf Jahre Hofjungfrau an den Höfen verschiedener Gräfinnen und Erzieherin von deren Kindern.  3.⚭ 22. August 1603 mit Anna Juliana von Schmittburg (* 1572; † 1643) beigesetzt in St. Christoph in Mainz, floh 1632 vor den Schweden aus Mainz; prozessierte 1636–1643 wegen ihres Unterhalts mit ihrem Schwiegersohn Conrad Nicklaus von Kellenbach.
      1. NN Sohn */† 1588 bei der Geburt
      2. Anna Elisabeth Eisenbergerin (* 7. Juli  1589; † 4. Juni 1632 in Ortenberg) als Letzte des Namens Eisenberger. ⚭ 24. August 1607 Conrad von Kellenbach (* 10. August 1582; † 20. Mai 1647 beim Amtmann in Gedern) S.d. Wolf von Kellenbach, um 1621 gräflich stolbergischer Stallmeister in Ortenberg; keine Kinder, setzt mit kurzen Nachträgen die Chronik Eisenberger fort, gibt diese 1640 an Anton Wolff zur Todenwarth; 2.⚭ am 10. November 1633 Elisabeth von Bommersheim aus dem Geschlecht der Schelme von Bergen († 1638)
        1. Eberhard Johann Adolph von Kellenbach (* 16. Juli 1637 in Gießen; † 1638 Gedern zusammen mit der Mutter).

      3. Philipp Adolff Eisenberger (* 28. März 1594; † 27. Mai 1599 in Mainz) beigesetzt in St. Christoph in Mainz
      4. Sebastian Melchior Eisenberger (* 10. Dezember 1596 in Frankfurt; † 15. Februar 1597, ebenda) beigesetzt im Peterskirchhof in Frankfurt
      5. Anna Maria Eisenbergerin (* 19. August 1599 in Frankfurt; † 2. Oktober 1597, ebenda) beigesetzt im Peterskirchhof in Frankfurt

    8. Anna Eisenbergerin (* 1550; † Kloster Himmelthal) lebte seit 1567 bei ihrer Verwandten, der Äbtissin Anna Eisenberger, sie war keine Nonne
    9. Georg Eisenberger (* 21. November 1552; † 1558)
    10. Merga Eisenbergerin (* 15. August 1555; † 1574 in Klein-Seebach bei Worms).

  9. Walther Eisenberger (* 29. August 1501; † 25. März 1513)